# Fórnols (Campome)
Fórnols és un antic poble abandonat i en ruïnes a 634,2 m alt, a la comuna de Campome, de la comarca del Conflent, a la Catalunya del Nord.
Les seves restes estan situades en el sector sud-est del terme de Campome, al sud del Castell de Paracolls.
Sembla que Fórnols es formà com a llogaret al voltant de l'esglesiola de Sant Cristòfol, a partir del segle xi. El 1385 tenia 5 focs (famílies o cases), i a la fi del segle xiv era un feu de Joan de Banyuls. L'isolament del lloc, que inicialment era un factor defensiu, amb els anys esdevingué un inconvenient en favor de pobles més ben comunicats, i les epidèmies de pesta del segle xvi acabaren de causar l'abandó del poble.
En l'actualitat, el nom s'aplica a un ample planell per dessobre dels Banys de Molig, versemblantment la zona per on era el poble; tot i que en ruïnes, només se'n conserva el que en fou l'església parroquial de Sant Cristòfol, o Sant Cristau.

## La Roca de Fórnols Alt
La Roca de Fórnols Alt és, com el seu nom indica, una roca d'esquist de 4 metres de llarg per 2 d'alt que conserva a la cara sud-est representacions d'animals, amb d'altres no figuratives, gravades a la roca viva. S'hi reconeixen fins a 16 animals i 22 figures geomètriques, en una superfície un xic malmesa per l'erosió i el pas del temps.